# Hiorada geminator
Hiorada geminator là một loài tò vò trong họ Ichneumonidae.